# Slaget ved de masuriske søer
Slaget ved De masuriske Søer var en tysk offensiv på Østfronten i begyndelsen af 1. verdenskrig. Den trængte den 1. russiske armé tilbage over hele fronten og tvang den til sidst ud af Tyskland i uorden. Yderligere fremskridt blev hæmmet af ankomsten af 10. russiske armé på tyskernes venstre flanke. Selv om slaget ikke var så katastrofalt som Slaget ved Tannenberg, som stod en uge tidligere, bragte det alligevel rod i de russiske planer helt frem til foråret 1915.

## Baggrund
Den russiske offensiv i øst var begyndt ganske godt, da general Rennenkampfs 1. armé tvang tyskerne tilbage fra grænsen mod Rusland i retning af Königsberg. I mellemtiden nærmede den 2. russiske armé sig sydfra i håb om at afskære tyskerne i området omkring byen. Oberst Max Hoffmann lagde imidlertid en plan om at angribe 2. armé, mens den forsøgte at trænge nordpå gennem et særlig bakket området. Hoffmans plan blev hurtigt sat i værk og kulminerede med en total ødelæggelse af 2. armé i slaget ved Tannenberg mellem den 26. og 30. august, 1914.
Modoffensiven blev til dels muliggjort af det personlige modsætningsforhold mellem de to russiske generaler - noget som var kendt af tyskerne. Lederen af 2. armé, Alexander Samsonov, havde offentligt kritiseret Rennenkampf nogle år tidligere (om Slaget ved Mukden i 1905), og det siges, at de to var kommet op at slås om sagen. Da Samsonov blev opmærksom på de tyske manøvrer, anmodede han om at hullet mellem de to armeer blev lukket, men Rennenkampf havde ikke travlt med at reagere og lod Samsonov stå isoleret mange kilometer mod sydvest. Da det blev klart, hvad målet med den tyske offensiv var, lod Rennenkampf sine tropper rykke til undsætning så hurtigt som muligt, men for sent.
Da det egentlige slag var slut den 30. august (Samsonov begik selvmord den 29. august), var den nærmeste af Rennenkampfs enheder, hans 2. korps, stadig over 70 km borte. Hans enheder måtte haste sydover, og de var nu spredt over en lang front, som strakte sig fra lige øst for Königsberg. Et angreb fra den tyske 8. armé vestfra ville ramme hele den russiske armé i flanken. Naturligvis var tyskerne også langt borte, men i modsætning til russerne kunne tyskerne nemt komme frem ved hjælp af deres omfattende jernbanenet i området.
Den 31. august, da slaget ved Tannenberg var tabt, havde Rennenkampf fået ordre til at stå fast i tilfælde af et tysk angreb. I erkendelse af, at hans tropper var for spredt til at kunne indsættes effektivt, beordrede han en tilbagetrækning til en linje fra Königsbergs forsvarslinje mod nord til de Masuriske Søer nær Angerburg i syd, hvor fronten var forankret ved Omer floden. Hans styrker blev stivet af med det nydannede 26. korps, som han placerede foran Königsberg, mens han flyttede sine mere erfarne tropper sydpå til hovedlinjen. Hans styrker omfattede også to infanteridivisioner, som blev holdt i reserve. Alt i alt forekom han at være i en udmærket stilling hvor han kunne afvente den 10. russiske armé ankom sydfra, hvor den var ved at samles.

## Slaget
Den tyske indsats for at opsamle resterne af den 2. russiske armé var stort set afsluttet den 2. september og Paul von Hindenburg begyndte straks at flytte sine enheder omkring så de kunne imødegå den sydlige del af Rennenkampfs linje. Han kunne roligt ignorere den russiske højre fløj (mod nord), som lå overfor den omfattende befæstninger ved Königsberg. Han styrker havde fået tilført to nyligt ankomne korps fra Vestfronten, gardereservekorpset og 11. korps. For første gang siden krigens start havde tyskerne nu talmæssig overlegenhed på Østfronten.
Herefter placerede Hindenburg, ligesom Rennemkampf, sine nyeste tropper i den nordlige del af fronten og planlagde en offensiv mod syd. I modsætning til Rennenkampf havde Hindenburg imidlertid tilstrækkelig mange tropper til ikke bare at dække hele fronten ved Insterburg-hullet, men havde også tropper "til overs". Han sendte sine bedste enheder, 1. og 17. korps langt syd for linjen nær midten af søerne og placerede 3. reservedivision endnu længere sydpå ved Lyck, omkring 50 km syd for afslutningen på Rennenkampfs linje.
Hindenburgs sydlige divisioner indledte deres angreb den 7. september, mens det egentlige slag først startede dagen efter. Hele den 8. september angreb de tyske styrker i nord mod de overfor stående russiske styrker, hvorved disse blev tvunget til et ordnet tilbagetog østpå. Mod syd derimod gik det meget værre. Det 17. tyske korps havde fået føling med sin modpart, det russiske 2. korps, men var i undertal. 2. russiske korps manøvrerede godt, og ved dagens slutning havde det fået sin venstre fløj placeret på en måde, så den kunne angribe tyskerne i flanken med mulighed for at omringe dem.
Alt håb om sejr forsvandt imidlertid den følgende dag da det 1. tyske korps ankom som støtte til 17. korps. Nu var det russerne som blev truet i flanken. I mellemtiden havde 3. reservedivision angrebet russernes 22. korps endnu længere mod syd, og efter en heftig kamp tvunget dem til at falde tilbage mod sydøst. Dets kommandant telegraferede til Rennenkampf at han var blevet angrebet og besejret nær Lych, og kun kunne trække sig tilbage. Rennenkampf gav ordre til en modoffensiv i nord for at købe sig tid til at omgruppere sine linjer og det lykkedes ham at trænge det 20. tyske korps nogle kilometer tilbage. Tyskerne derimod stoppede ikke op for at omgruppere sig, i stedet fortsatte de deres fremrykning i syd og nord. Dette efterlod de sejrrige russiske tropper isolerede, men det lykkedes dem dog at trække sig tilbage til nye linjer, som blev etableret længere mod øst.
Slaget var nu vendt afgørende til tyskernes fordel. Den 11. september var russerne trængt tilbage til en linje fra Insterburg til Angerburg i nord, mens en stor omringningsmanøvre var i gang mod syd. Det var på dette tidspunkt at muligheden for en omringning forekom mulig. Rennenkampf gav ordre til en generel tilbagetrækning mod den russiske grænse, og den blev gennemført hurtigt under beskyttelse af en stærk bagtrop. Det var denne hurtighed, som gjorde det muligt for de russiske tropper at undslippe den fælde Hindenburg havde stillet for dem. Den tyske overgeneral havde beordret sine fløje til at rykke så hurtigt frem som muligt, men et tilfældigt uheld — et rygte om et russisk modangreb — kostede tyskerne en halv dagsmarch, hvilket gjorde det muligt for russerne at undslippe mod øst. De nåede frem til Gumbinnen den følgende dag og Stallupönen den 13. september. Resterne af den 1. russiske armé trak sig tilbage i sikkerhed bag deres egne grænseforter. 10. russiske armé blev ligeledes tvunget tilbage til Rusland.

## Resultat
Den 8. tyske armé havde nu opnået en af de mest forbløffende sejre i historien, fuldstændig ødelæggelse af 2. armé, store skader på først 1. armé og alle russiske tropper fordrevet fra tysk jord. I mellemtiden kunne nye tyske korps (under von der Goltz) udnytte denne bevægelse til at gå i stilling til at kunne chikanere de spredte rester af 2. armé og langt mod syd blev det nye 9. tyske korps formeret. Det skulle ikke vare længe inden de opnåede talmæssig overlegenhed overfor russerne i området.
Denne fordel havde imidlertid sine omkostninger. De nyankomne korps var blevet overført fra Vestfronten, og deres fravær kunne mærkes i det forestående Marneslag. Hertil kom, at selv om disse tyske sejre var strategisk vigtige, ville de store slag på Østfronten komme til at foregå mellem Østrig-Ungarn og Rusland langt mod syd, og her lykkedes det i starten for de russiske styrker at slå den østrig-ungarske hær på flugt. Det tog yderligere et år inden de tyske og østrig-ungarske styrker endelig fik vendt den russiske fremgang og trængte dem ud af Galicien og senere Polen.